# 桂坂 (横浜市泉区)
桂坂（かつらざか）は、神奈川県横浜市泉区の地名。丁番を持たない単独町名である。住居表示未実施区域。

## 地理
泉区の東部に位置し、東に岡津町、東以外は西が岡と接している。

## 歴史

### 沿革
- 1995年（平成7年）6月6日 - 土地区画整理事業（西田第二）[6]に伴い、岡津町、西が岡二丁目の各一部から、桂坂を新設する[7]。

## 世帯数と人口
2025年（令和7年）6月30日現在（横浜市発表）の世帯数と人口は以下の通りである。
| 町丁 | 世帯数  | 人口  |
| ---- | ------- | ----- |
| 桂坂 | 360世帯 | 866人 |

### 人口の変遷
国勢調査による人口の推移。
| 年                 | 人口 |
| ------------------ | ---- |
| 1995年（平成7年）  | 113  |
| 2000年（平成12年） | 952  |
| 2005年（平成17年） | 951  |
| 2010年（平成22年） | 942  |
| 2015年（平成27年） | 880  |
| 2020年（令和2年）  | 869  |

### 世帯数の変遷
国勢調査による世帯数の推移。
| 年                 | 世帯数 |
| ------------------ | ------ |
| 1995年（平成7年）  | 33     |
| 2000年（平成12年） | 279    |
| 2005年（平成17年） | 280    |
| 2010年（平成22年） | 303    |
| 2015年（平成27年） | 294    |
| 2020年（令和2年）  | 318    |

## 学区
市立小・中学校に通う場合、学区は以下の通りとなる（2024年11月時点）。
| 番・番地等 | 小学校               | 中学校             |
| ---------- | -------------------- | ------------------ |
| 全域       | 横浜市立西が岡小学校 | 横浜市立領家中学校 |

## 事業所
2021年（令和3年）現在の経済センサス調査による事業所数と従業員数は以下の通りである。
| 町丁 | 事業所数 | 従業員数 |
| ---- | -------- | -------- |
| 桂坂 | 7事業所  | 64人     |

### 事業者数の変遷
経済センサスによる事業所数の推移。
| 年                 | 事業者数 |
| ------------------ | -------- |
| 2016年（平成28年） | 6        |
| 2021年（令和3年）  | 7        |

### 従業員数の変遷
経済センサスによる従業員数の推移。
| 年                 | 従業員数 |
| ------------------ | -------- |
| 2016年（平成28年） | 99       |
| 2021年（令和3年）  | 64       |

## 施設
- しまむら 西が岡店[17]

## その他

### 日本郵便
- 郵便番号 : 245-0007[3]（集配局：横浜泉郵便局[18]）

### 警察
町内の警察の管轄区域は以下の通りである。
| 番・番地等 | 警察署   | 交番・駐在所   |
| ---------- | -------- | -------------- |
| 全域       | 泉警察署 | 弥生台駅前交番 |